# Łaciński patriarcha Konstantynopola
Łaciński patriarcha Konstantynopola został powołany w 1204 r., po zdobyciu Konstantynopola przez krzyżowców. Był to zabieg polityczny mający na celu formalną „katolicyzację” urzędu Patriarchy Konstantynopola i położenie kresu schizmie wschodniej. Po upadku Konstantynopola w 1261 patriarcha łaciński sprawował swój urząd tytularnie w Rzymie. Od 1948 urząd pozostawał nieobsadzony, zaś w 1964 zniesiono go.

## Łacińscy patriarchowie Konstantynopola
- Tomasz Morosini (1204-1211)
- (wakat 1211-1215)
- Gerwazy (1215-1219)
- (wakat 1219-1221)
- Mateusz (1221-1226)
- Jean d’Abbeville (1226), odmówił objęcia urzędu
- Szymon (1227-1232)
- (wakat 1232-1234)
- Nicholas de Castro Arquato (1234-1251)
- (wakat 1251-1253)
- Pantaleon Giustiani (1253-1286)

Upadek Konstantynopola 1261; od tego momentu patriarchat tytularny
- Piotr Correr (1286-1302)
- Leonard Faliero (1302- c. 1307)
- Mikołaj z Teb (1308- c. 1332)
- Cardinalis (1332-1335)
- Gozio Battaglia (1335-1339)
- Roland z Ast (1339)
- Henryk z Ast (1339-1345)
- Stefan z Pinu (1346)
- Wilhelm (1346-1364)
- Piotr de Thomas (1364-1366)
- Paweł z Teb (1366-1370)
- Hugolin Malabranca (1371- c. 1375)
- Jacques d’Itri (1376-1378)
- Wilhelm z Urbino, obediencja awiniońska (1379-c.1405)
- Paweł z Koryntu, obediencja rzymska (1379-c. 1390)
- Angelo Correr, obediencja rzymska (1390-1409), przyszły papież Grzegorz XII (od 1406)
- Ludwik z Mitylene, obediencja awiniońska (1406-1408)
- Alfons z Sewilli, obediencja awiniońska (1408-1417)
- Francesco Lando, obediencja pizańska (1409-1412)
- Giovanni Contarini, do 1415 obediencja rzymska (1409-1422)
- Jean de la Rochetaillee, do 1415 obediencja pizańska (1412-1423)
- Giovanni Contarini (ponownie) (1424-1451)
- Grzegorz III Mammas (c. 1451?-1459)
- Izydor z Kijowa (1459-1463)
- Bessarion (1463-1472)
- Pietro Riario (1472-1474)
- Girolamo Lando (1474-1497)
- Giovanni Michiel (1497-1503)
- Juan de Borja (1503)
- Francis Lorris (1503-1506)
- Marco Cornaro (1506-1507)
- Tamás Bakócz (1507-1521)
- Marco Cornaro (1521-1524)
- Egidio di Viterbo (1524-1530)
- Francesco Pesaro (1530-1544)
- Marino Grimani (1545-1546)
- Ranuccio Farnese (1546-1549)
- Fabio Colonna (1550-1554)
- Ranuccio Farnese (1554-1565)
- Scipione Rebiba (1565-1573)
- Prospero Rebiba (1573-1594)
- Silvio Savelli (1594-1596)
- Hercule Tassoni (1594-1596)
- Bonifacio Bevilacqua (1598-1599)
- Bonaventure Secusio de Caltagirone (1599-1618)
- Ascanio Gesudaldi (1618-1640)
- Francesco Maria Macchiavelli (1640-1641)
- Giovanni Giacomo Panciroli (1641-1643)
- Giovanni Battista Spada (1643-1654)
- Volumnio Bandinelli (1658-1667)
- Stefano Ugolini (1667-1670)
- Federico Borromeo (1670-1673)
- Odoardo Cibo (1689-1700)
- Ludovico Pico della Mirandola (1706-1718)
- Camillo Cibo (1718-1729)
- Mondillo Orsini (1729-1750)
- Ferdinando Maria de Rossi (1751-1759)
- Filippo Caucci (1760-1771)
- Juan Portugal de la Puebla (1771-1781)
- Francesco Antonio Marcucci (1781-1799)
- Benoit Fenoja (1805-1812)
- Giuseppe della Porta Rodiani (1823-1835)
- Giovanni Soglia Ceroni (1835-1843)
- Giacomo Sinibaldi (1843)
- Fabio Maria Asquini (1844-1851)
- Dominicus Lucciardi (1851-1860)
- Iosephus Melchiades Ferlisi (1860-1865)
- Rogerius Aloysius Emygdius Antici Mattei (1866-1878)
- Iacobus Gallo (1878-1881)
- wakat (1881-1887)
- Iulius Lenti (1887-1895)
- Giovanni Battista Casali del Drago (1895-1899)
- Alessandro Sanminiatelli Zabarella (1899-1901)
- Carlo Nocella (1901-1903), wcześniej łaciński patriarcha Antiochii
- Giuseppe Ceppetelli (1903-1917)
- wakat (1917-1923)
- Michele Zezza di Zapponeta (1923-1927)
- Antonio Anastasio Rossi (1927-1948)
- wakat (1948-1964)

Zniesienie patriarchatu w 1964 r.